# Abborrfors

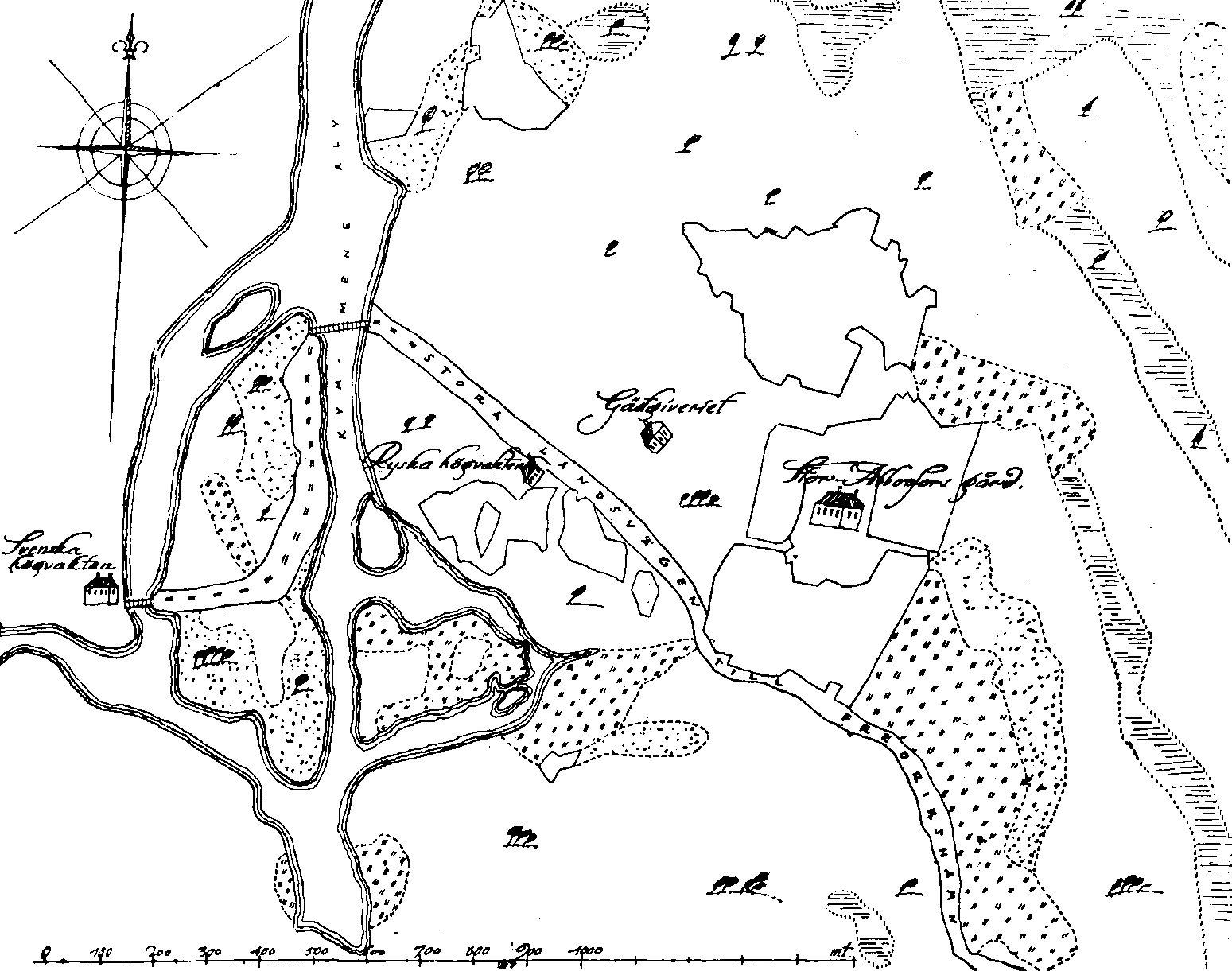
Storabborfors ägor i slutet av 1700-talet.

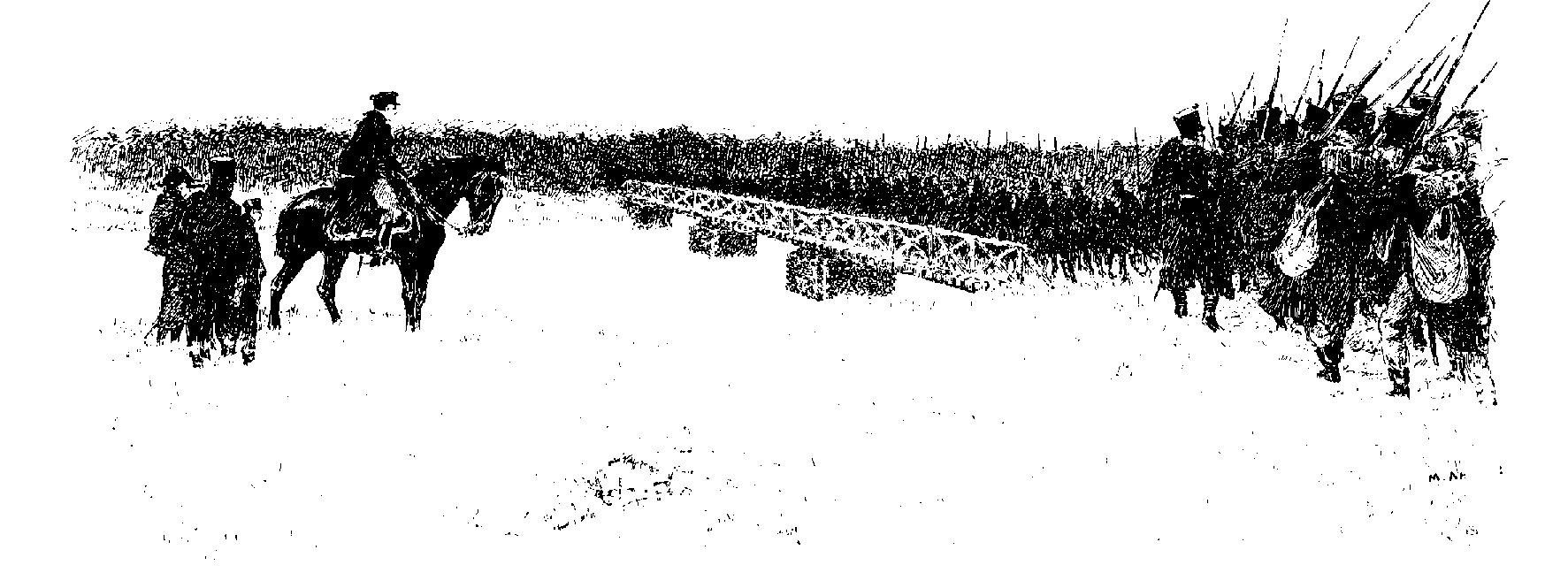
Ryska trupper tågar över Sveriges gräns vid Abborfors 1808. Illustration av Magnus Adlercreutz i Carl Otto Nordensvans Finska kriget 1808–1809, tryckt 1898 i Stockholm.

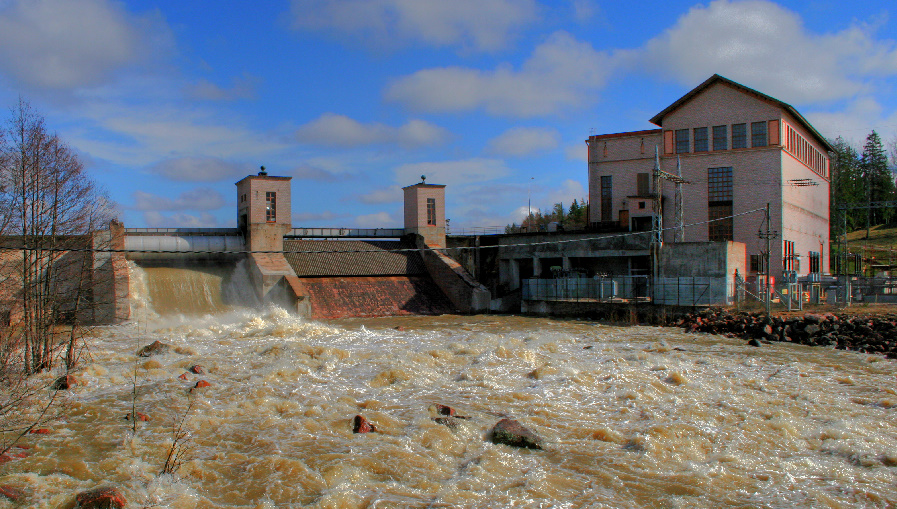
Vattenkraftverket, byggt 1933, i Sjöforsen i Kymmene älv, på gränsen mellan Pyttis och Strömfors kommuner.
Koordinater.

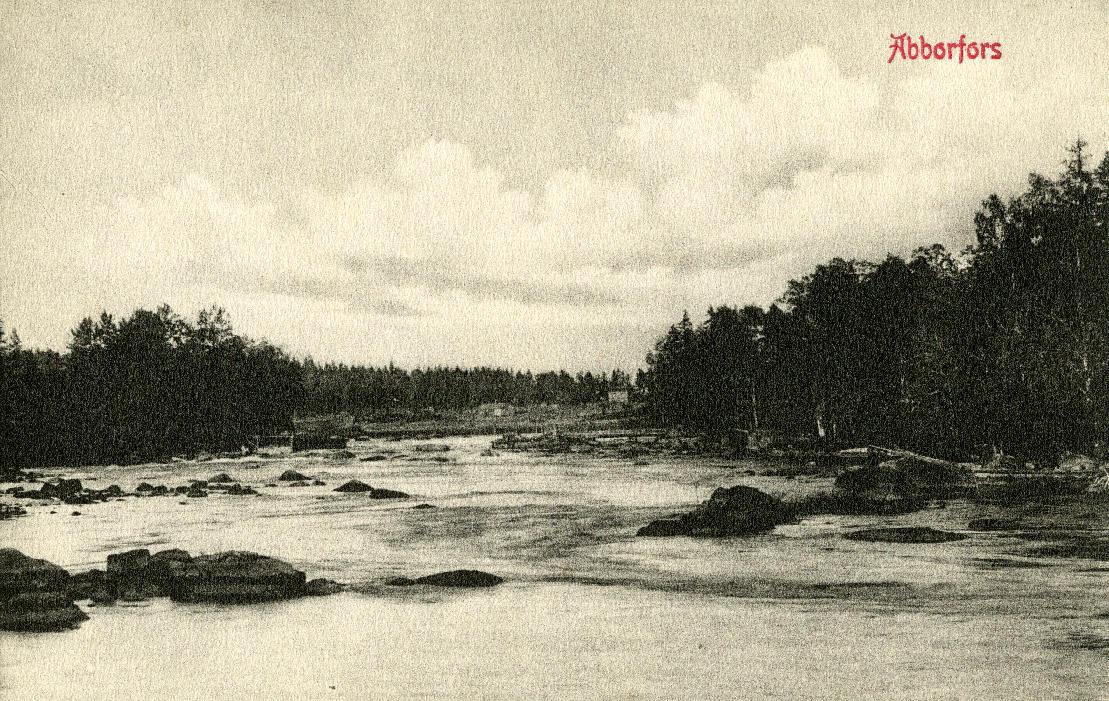
Forsen före kraftverket. Här löpte riksgränsen 1743–1809.

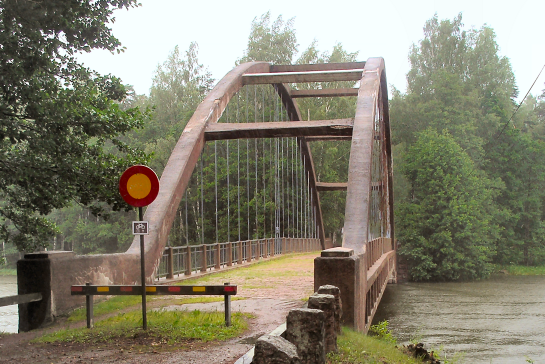
Den gamla landsvägsbron från 1928 över Rökhusforsen i Kymmene älv. Gräns mellan Pyttis och Strömfors kommuner. Museibro sedan 1984.
Koordinater.

Abborfors (finska Ahvenkoski) är en ort vid västligaste grenen av Kymmene älv, 16 kilometer öster om Lovisa stad. 
Abborfors var åren 1743–1809 gränsort mellan Sverige och Kejsardömet Ryssland. Här fanns ett gränspostkontor och gränstull samt en gränsvakt av svenska och ryska trupper. Bekant är den tvistefråga mellan de båda grannrikena, till vilken Abborfors bro en gång gav anledning, i det konung Gustav IV Adolf yrkade, att bron skulle till hela sin längd överstrykas med de svenska färgerna, oaktat att gränsen gick mitt över densamma.
Mer känt är kanske Abborfors för att det var den ena av två anfallsvägar när Ryssland angrep Sverige den 21 februari 1808 och därmed startade det Finska kriget.
Idag ligger Abborfors på gränsen mellan landskapen Nyland och Kymmenedalen. Byn väster om älven heter Lillabborfors och hör till Lovisa stad (tidigare Strömfors kommun) i Östra Nyland. Byn öster om älvgrenen heter Storabborrfors och hör till Pyttis kommun i Kymmenedalen.